# 島原鉄道キハ55形・キハ26形気動車
島原鉄道キハ55形・キハ26形気動車（しまばらてつどうキハ55がた・キハ26がたきどうしゃ）は、1960年に島原鉄道が導入した気動車である。日本国有鉄道（国鉄）のキハ55系の同型車として新製され、国鉄長崎本線への直通列車に投入された。

## 登場の経緯
長崎県の島原半島に路線を有する島原鉄道では、諫早駅で国鉄長崎本線へ乗り換えることなく県庁所在地への長崎市へ行きたいとの地元の要望に応え、1958年4月より国鉄キハ20系同型車であるキハ20形キハ2001・2002を新製投入のうえで長崎駅への直通運転を行っていた。1959年9月には国鉄キハ20形200番台と同型のキハ2003も増備された。
同時期の国鉄で準急列車用キハ55系による準急列車網が拡大する中、島原鉄道においても国鉄の準急列車への併結で長崎、博多方面へ直通運転することを前提に、国鉄キハ55形・キハ26形100番台に準じた同型車を導入することになった。1960年7月に両運転台2基エンジンのキハ55形が、同年9月には両運転台1基エンジンのキハ26形が登場した。
1960年から1963年にかけてキハ55形5両とキハ26形3両の計8両が帝國車輛工業、富士重工業、新三菱重工業、川崎車輛で製造された。1960年登場の6両は空気ばね台車を使用したが、1963年度増備の2両はコイルばね台車となり、前照灯はシールドビーム2灯となった。1972年にはキハ26形の全車が冷房化改造された。
島原鉄道が2基エンジンのキハ55形を導入したのは、国鉄線内の急勾配への対応のほか、自社線内で郵便車など無動力車を牽引することがあったためである。

## 構造

### 車体
車体は国鉄キハ55形・キハ26形100番台に準じているが、両形式とも両運転台である。キハ55形はキハ20形キハ2001 - 2003と同じくトイレなしで設計されたが、キハ26形は準急「ながさき」と併結で博多（後に小倉）へ乗り入れることを考慮してトイレが設置された。トイレは寸法の制約から便器が斜め45度の角度で配置されている。
両形式とも出入口付近のロングシート部分にはリコ式吊手が設置された。車体塗装は国鉄準急色に準じていたが、赤帯の部分は国鉄と異なり細線3本とされていた。
1963年の増備車ではキハ58系と同様の2灯式シールドビームとなり、左右に分かれて設置された。

### 主要機器
台車は国鉄キハ55系のコイルばね台車ではなく、帝國車輛工業製のウイングばね式空気ばね台車であるTB52・TB52Aが採用された。しかし、島原鉄道線内の線路事情では空気ばねの動揺で乗り物酔いしやすいことが問題とされたため、1963年の増備車では国鉄キハ55系増備車と同じコイルばね台車のDT22A・TR51Aに変更された。
機関は神鋼造機製のDMH17C（180 PS、1,500 rpm）で、キハ55形は2基、キハ26形は1基搭載した。液体変速機は神鋼造機製のTC2、ブレーキ装置はDA1にユルメ管切換弁を付加したDA1Aとなった。

## 改造工事
キハ26形は1972年に冷房化改造が施工された。改造内容はキハ28形2000・2300番台と同様で、屋根上にAU13形冷房装置を6基、冷房電源用として床下にダイハツ製4VKエンジンとDM83発電機を搭載している。

## 運用
1960年7月にキハ5501・5502が帝國車輛工業、キハ5503が富士重工業で、同年9月にキハ2601・2602が新三菱重工業で、同年10月に5505が新三菱重工業で製造された。5504は末尾4の忌み数として欠番である。1960年9月1日より長崎本線準急「ながさき」への併結で博多への直通運転が開始され、快速・普通列車として長崎・佐世保へも乗り入れた。1962年10月1日には博多直通準急「ながさき」が小倉まで延長された。
1963年12月には前照灯や台車などの設計変更を行った増備車としてキハ5506、キハ2603が川崎車輛で製造された。塗装は国鉄キハ58系に準じたクリーム色に窓周りと裾部分が赤色の国鉄急行色で登場したが、国鉄車と区別するため前面に赤の細線3本が標記された。従来車も準急色から急行色に塗装変更されている。
1966年3月に準急「ながさき」は急行に格上げされ、1968年10月改正で「いなさ」、1975年3月改正で「出島」に改称された。1972年にはキハ26形3両が冷房化改造されたが、1980年3月に急行「出島」が廃止となり、国鉄線直通運転もすべて終了したため、以後は自社線内のみの運用となった。2基エンジンのキハ55形は郵便車の牽引にも使用されたが、1984年1月限りで鉄道郵便輸送は廃止された。国鉄線直通運転が廃止されたのち、非冷房車であるキハ55形は夏期の運用が少なくなった一方、本系列はデッキ付きで保温性に優れることから冬期には重宝された。
1990年からは斜めストライプの入る塗装（通称「赤パンツ」）に変更された。1990年11月の雲仙普賢岳噴火と1991年6月の火砕流により南島原 - 布津間が運休となったため、加津佐駅に臨時基地を設けてキハ55形2両・キハ26形2両・キハ20形1両が駐留していた。噴火活動が終息し、長期運休していた島原外港 - 深江間が復旧して全線運転再開したのは1997年4月1日であった。
1994年からはキハ2500形の新製投入による置き換えが開始され、全線運転再開後の1997年にキハ26形が全廃、キハ55形も最後まで残ったキハ5502が2000年12月11日付で廃車となった。これにより国鉄・私鉄のキハ55系列はすべて消滅した。